# Мезьер, Ева де
Ева де Мезьер  (урождённая Ева Вернер), (27 марта 1915, Ганновер, Пруссия — октябрь 2003, Бонн, Северный Рейн-Вестфалия) — немецкая ваятельница и график.

## Факты биографии
Ева Вернер, рождённая в 1915 году в Ганновере, с 1922 по 1940 год получала образование сначала в школе, затем на педагогических курсах, которые позволили ей посвятить себя учительской профессии (до замужества в 1944 году). Известно также, что она была виолончелисткой.
С мужем и детьми Еве де Мезьер приходилось часто менять место жительства вплоть до 1964 года, когда семья поселилась в Бад-Годесберге — ныне это часть Бонна. С начала 1970-х годов Ева брала уроки по живописи, рисунку, посещала курсы моделирования и керамики, кроме Бонна, в Ганновере, Мюнхене, Милане, в «Зальцбургской летней академии искусств». В начале 1980-х годов она уже сама давала уроки живописи в Бразилии, Западной Африке, Испании, Израиле и в ГДР. Была членом Боннского союза художников и Международной культурной федерации женщин (фр. Fédération Internationale Culturelle Féminine). Известно об её участии в многочисленных выставках внутри страны и за рубежом (более 90).
Вдвоём с мужем Ева де Мезьер провела последние годы жизни в благоустроенном доме для престарелых, где у неё было ателье, оборудованное для художественного творчества. Скончалась она в октябре 2003 года в Бонне в возрасте 88 лет.

## Семья

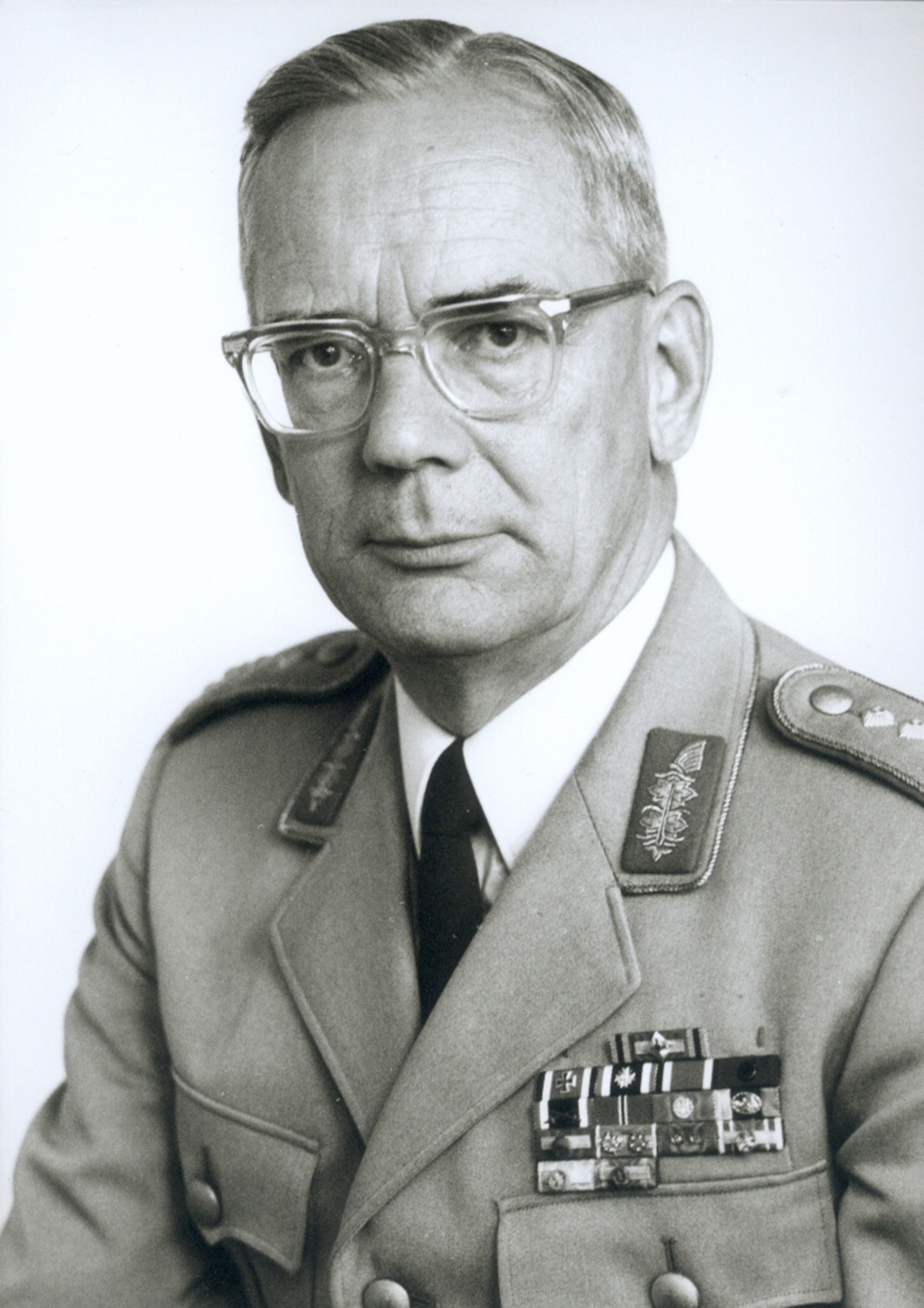
Ульрих де Мезьер, 1966

В 1944 году Ева Вернер вышла замуж за представителя знатной семьи французов-гугенотов — Ульриха де Мезьера, одного из главных создателей бундесвера, с 1966 года занимавшего пост генерал-инспектора бундесвера. В 1972 году он покинул свой пост в звании полного генерала, оставаясь консультантом министерства обороны.

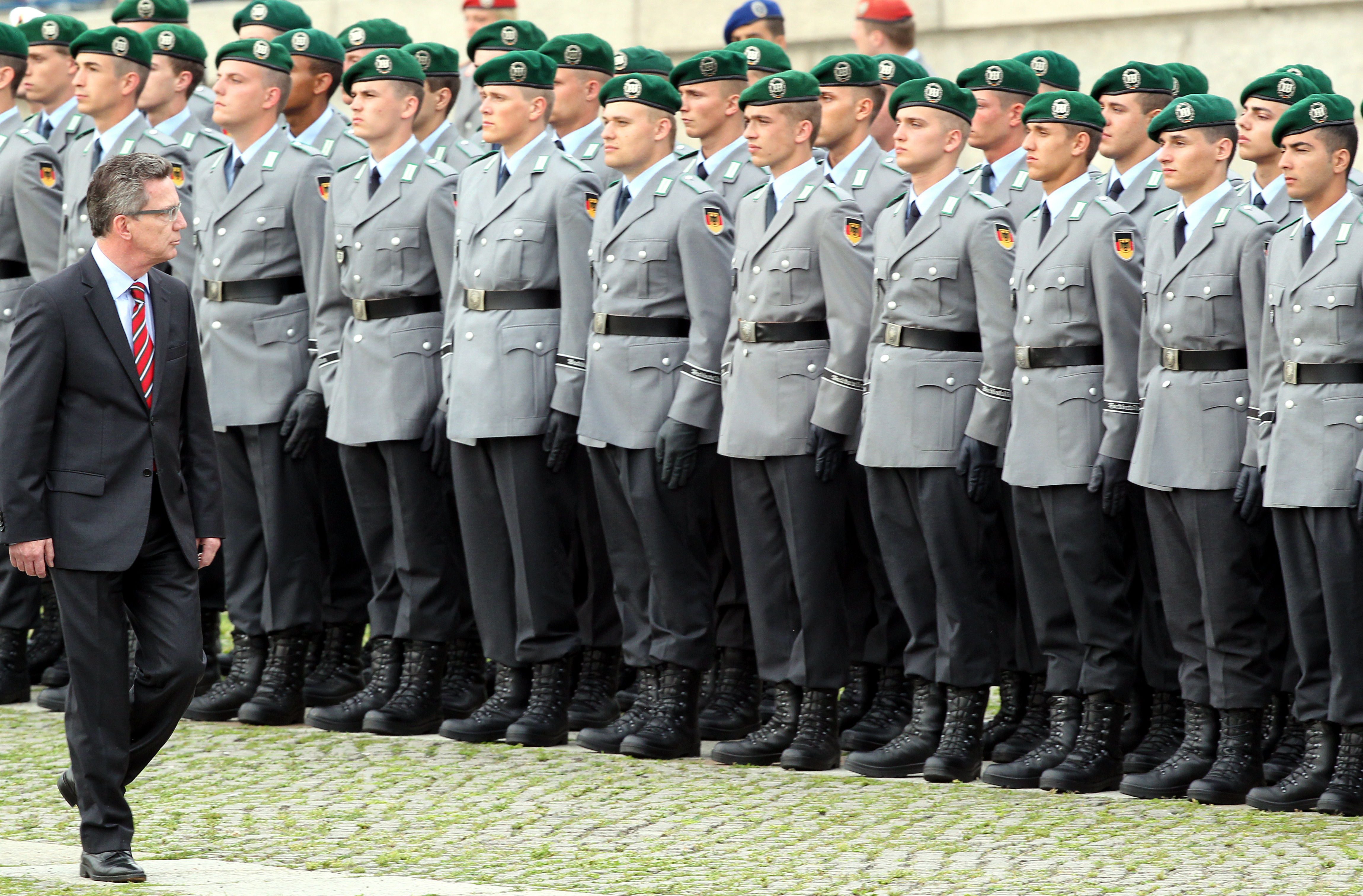
Томас де Мезьер, министр обороны, 2011

В семье — четверо детей: два сына и две дочери
Барбара (нем. Barbara) и Корнелия (нем. Cornelia).
Старший сын Андреас де Мезьер, возглавлявший Коммерцбанк, с 2008 года — управляющий директор компании Doertenbach & Co.
Младший сын Томас де Мезьер через два года после кончины своей матери стал главой ведомства федерального канцлера Ангелы Меркель (в 2005 году), а затем получал назначения на пост министра обороны и два раза на пост министра МВД.

## Объёмные работы (выборочно)

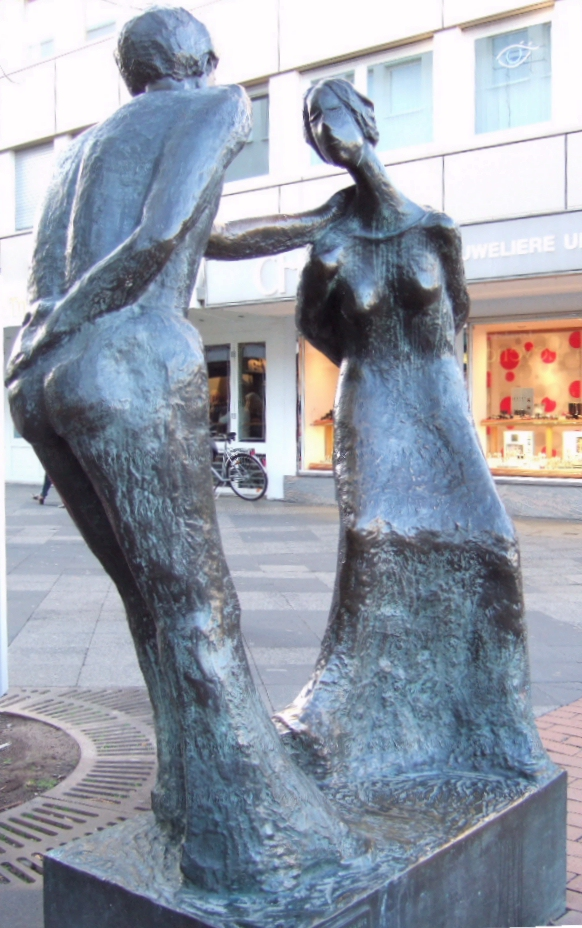
«Встреча», 1978

После того, как выросли дети, а муж-генерал ушёл в отставку, Ева де Мезьер активно занялась скульптурой.
- 1978: «Встреча» (бронза), скульптурная группа на театральной площади (нем. Theaterplatz) в Бад-Годесберге, созданная по заказу городских властей Бонна.
- 1986/1987: «Девушка, стоящая в саду», скульптура передана в апреле 2008 года как подарок гражданскому объединению района Хайдерхоф (нем. Bürgerverein Heiderhof) в Бонне.
- 1987: «Сестра и брат» (бронза), скульптурная группа перед входом в детскую клинику Санкт-Августина[9].
- 1990: «Мы единый народ» (бронза), скульптурная композиция; первоначально — в Красной ратуше Берлина; в 1994 году передана в Сенат Берлина; отливка — в городском музее Веймара[10][11].
- «Алтарный крест» (нем. Kreuz auf dem Altar) в Иммануилкирхе (нем. Immanuelkirche) района Хайдерхоф, Бонн.
- «Распятие» (нем. Kruzifix) в часовне на кладбище района Хайдерхоф, Бонн.

## Выставки (выборочно)
- 1975: Бад-Годесберг, Deutsche Bank
- 1984: Дюссельдорф, Галерея Gogol
- 1990: Веймар, Lucas-Cranach-Haus
- 1992: Ворпсведе, Галерея Daniela

## Награды (выборочно)
- 1981: Австрийский почётный знак «За науку и искусство»

## Память
В 2015 году к 100-летию со дня рождения художницы в издании «General-Anzeiger» появилась обзорная статья о её творчестве. Журналистка Мартина Зондерманн (нем. Martina Sondermann), говоря о жителях Бонна, предполагает, что многие из них в своей повседневной жизни часто встречаются с работами Евы де Мезьер, даже если точно не знают, кто их автор. Потому что её произведения можно увидеть не только в музеях и на выставках, но прежде всего в свободно доступных местах — в городском саду, на театральной площади, в интерьере церкви, в часовне на кладбище, где под сделанным её руками большим деревянным крестом проходят церемонии прощания с ушедшими из жизни.